# Sati al Housri
Sati al-Housri (en arabe : ساطع الحصري, né à Sanaa en août 1880 et mort à Bagdad en 1968) était un enseignant, un écrivain et un intellectuel syrien qui a joué un rôle décisif dans le développement du nationalisme arabe. Ses écrits et pensées ont énormément influencé les nationalistes arabes, et les baathistes en particulier.

## Biographie
Sati al-Housri est né à Sanaa au Yémen, d'une famille syrienne sunnite originaire d'Alep.
Il étudie les sciences naturelles dans divers établissements ottomans. En 1900, il est diplômé à l'académie royale, et travaille comme enseignant à Yania en Albanie. C'est pendant cette période qu'il manifeste son intérêt pour les questions nationalistes.
Après cinq ans d'enseignement à Yania, il devient sous-préfet en Macédoine, une région où les Jeunes-Turcs avaient un fort contrôle.
Après la révolution jeune turque de 1908, il devient enseignant à Istanbul, et il y crée un journal scientifique, Enver i Ouloum et publie de nombreux ouvrages pédagogiques en turc.
De 1910 à 1912 il visite des pays européens pour examiner des méthodes modernes d'éducation. Il part pour Paris pour apprendre l'enseignement. Il étudie en France en Suisse et en Belgique. Il s'intéresse à de grands philosophes européens comme Jean-Jacques Rousseau, Ernest Renan, Herder et Fichte. À Paris il entre en contact avec des sociétés nationalistes arabes clandestines et avec des Jeunes-Turcs.
À cette époque, Housri était un défenseur de l'ottomanisme et de la citoyenneté ottomane. Avant la révolution jeune turque, il souhaitait que les pays arabes restent sous domination ottomane, mais déçu par le nationalisme exacerbé des Jeunes Turcs, il devient de plus en plus proche des milieux nationalistes arabes.
Après la Première Guerre mondiale, et la naissance de la toute nouvelle Syrie, il rejoint le roi Fayçal à Damas où il est nommé ministre de l'éducation nationale. C'est lui qui a négocié avec le général Gouraud, juste avant l'entrée des soldats français en Syrie. Le général a causé chez Housri, une haine de la France qu'il n'a jamais pu dépasser.
Housri suit le roi Fayçal à Bagdad en 1920 après l'occupation de la Syrie par les forces françaises, et de 1921 à 1927 il occupe le poste de directeur général de l'éducation. Mais il est en réalité le véritable ministre de l'éducation nationale, et il profite de son poste pour répandre les idées nationalistes arabes en Irak. Il fait venir des professeurs de Syrie et de Palestine pour enseigner l'histoire de la culture arabes aux enfants irakiens.
Par ailleurs il définit une orientation moderne à l'éducation et il n'hésite pas à critiquer les lacunes de l'enseignement religieux. Il préconise la mixité à l'école, veille à introduire l'apprentissage des techniques modernes d'éducation et les langues étrangères. Ce qui lui vaut les critiques des milieux conservateurs.
Le roi Fayçal le soutient en ces termes,
« Sati, ne perdons pas courage. Nous ne voulons pas être populaires à tout prix et nous n'avons pas à rechercher des compromis avec ceux dont l'action ne vise qu'à enraciner le sous-développement. En Irak, nous construisons un État nouveau et un exemple pour toute la nation arabe. L'avenir nous rendra justice. »
Fayçal meurt en 1933 et il est remplacé par le roi Ghazi Ier qui est acquis aux idées nationalistes arabes. Après son assassinat par un homme proche du Royaume-Uni, il est remplacé.
En 1941, des officiers militaires influencés par les idées d'Housri font un coup d'État militaire contre la monarchie pro-britannique et ils installent brièvement un gouvernement proche de l'Allemagne. Quand les britanniques reprennent le contrôle du pays, Housri est forcé de quitter l'Irak et se réfugie à Beyrouth.
En Syrie, Housri est chargé de réformer le système éducatif. En 1943, le nouveau président élu, Shukri al-Kuwatli, l'invite à Damas pour élaborer un nouveau programme d'étude nationaliste arabe pour l'école secondaire.
En 1947, il s'installe au Caire où il est chargé du département culturel de la Ligue arabe, il travaille sur l'unification du système d’éducation national. Il occupe ce poste pendant près de 18 ans. Il fait son retour en Irak à la suite du coup d'État militaire du parti Baath en 1965. Il meurt en 1967. Le Baath lui a organisé des funérailles grandioses, c'est sous son influence que les nationalistes intègrent l'Afrique du nord à la nation arabe. Cette idée a été incarnée par un slogan baathiste très populaire, min al halij ila al muhit (du Golfe, jusqu'à l’Océan (Atlantique). Cette devise a été utilisée dans plusieurs chansons patriotiques arabes.

## Idéologie
Le nationalisme arabe trouve son premier grand théoricien grâce à Sati al-Housri, qui dépasse de simples revendications sentimentales pour poser des bases intellectuelles solides. Pour lui le nationalisme est un phénomène moderne de portée mondiale, qui est bénéfique pour le monde arabe.
Il se plaint régulièrement du régionalisme qui existe dans certains pays arabes. Il distingue ce qu'il appelle la Patrie particulière (watan al khass) de la patrie générale (watan al amm). Il privilégie l'aspect culturel et linguistique « Est Arabe celui qui parle arabe, qui se veut Arabe et qui se dit Arabe ». Il opte pleinement pour un nationalisme arabe à base linguistique, laïque et non confessionnelle. Il prône une nationalité arabe individuelle, sans aucune qualification religieuse ou communautaire. Il dit « Je professe de tout mon cœur, la religion de l'arabisme. »
Housri s'inspire du nationalisme des idéalistes allemands - comme Fichte - du XIXe siècle qui correspond le mieux selon lui à la situation arabe. Pour lui « patriotisme local et nationalisme panarabe sont au-dessus de tout le reste et avant tout, même avant la liberté et au-dessus d'elle. » Ce slogan a d'ailleurs été repris par le parti Baath.
L'historien palestinien, Maher Charif, explique qu'il a une approche culturelle et sentimentale du nationalisme. Il voit la nation comme une entité vivante, et a longuement insisté sur son existence historique, même si le peuple n'était pas conscient ou ne voulait pas appartenir à cette nation.
Il déclara au Caire en 1950 :
« Il nous faut toujours affirmer que les Syriens, les Irakiens, les Libanais, les Jordaniens, les Hedjaziens, les Yéménites appartiennent tous à une seule nation, la nation arabe. »
Housri s'est alors démené pour que le peuple égyptien adopte pleinement le nationalisme arabe, dès 1940, il voyait le Caire comme le « leader naturel de la patrie arabe. » car il souhaitait que l'Égypte « réalise l'unité arabe, comme la Prusse le fit pour l'Allemagne et le Piémont pour l'unité italienne. »
La définition que propose al-Housri de la nation se rapproche de la notion européenne, elle exclut catégoriquement le critère religieux. Il ne manque jamais de rappeler que l'identité arabe doit prendre en compte la période préislamique et tous les autres apports.
Il s'opposait catégoriquement au panislamisme qu'il considérait comme une négation du nationalisme arabe et d'une pure vue de l'esprit qui ne tient aucun compte selon lui des différences entre les différents peuples musulmans (la langue, la culture, l'histoire, l'ethnie). Par ailleurs il militait pour la séparation de la religion et de l'Etat.